# Francesco Gessi
Giovan Francesco Gessi (spesso citato solo come Francesco) (Bologna, 20 gennaio 1588 – Bologna, 15 settembre 1649) è stato un pittore italiano, attivo all'epoca del barocco e operante principalmente a Bologna.

## Biografia

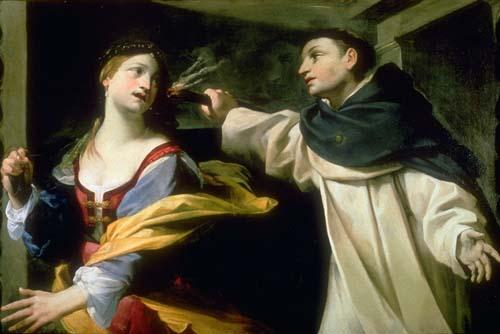
Tentazione di San Tommaso

Nacque in una nobile famiglia e quindi destinato ad una vita di agi, a seguito della sua precoce inclinazione verso la pittura, il padre gli consentì di seguire questa sua inclinazione e andò a bottega di Denijs Calvaert.
La cosa non durò a lungo in quanto entrò subito in conflitto con gli altri allievi del maestro appartenenti ad un ceto più modesto. Passò quindi alla bottega di Guido Reni.
Da questo trampolino di lancio gli fu facile ottenere delle commesse a Ravenna, a Mantova (lavori all'interno del palazzo Ducale) e a Napoli dove non ritenne di completare il lavoro a causa di una molto pericolosa atmosfera competitiva presente nella città partenopea.
Fu la decorazione alla Cappella di San Gennaro che sancì l'inizio dei disaccordi tra Gessi e Reni e che lo spinse a rientrare nella città natale.
Sulla strada del rientro a Bologna, forse si fermò a Perugia per eseguire le due tele con l'Orazione nell'orto e l'Incontro di Gesù con la Veronica nella basilica di San Pietro, nelle quali alcuni critici hanno individuato suggestioni stilistiche mutuate dalle pale di Giovanni Lanfranco realizzate nella cappella Sacchetti di San Giovanni dei Fiorentini a Roma.
Ritornato a Bologna iniziò una campagna contro il suo maestro Guido Reni tentando di competere con lui rinnegando i suoi insegnamenti.
Riuscì, nonostante tutto, ad aprire una sua bottega a Bologna con Giovanni Giacomo Sementi, suo collaboratore principale quando erano insieme alla bottega di Guido Reni. Fra i suoi allievi vi furono i fratelli Giovanni Battista ed Ercolino Ruggiero, Giacomo Castellini, Francesco Correggio e Giulio Trogli.